# Serbyniwka (Chmelnyzkyj)
Serbyniwka (ukrainisch Сербинівка; russisch Сербиновка Serbinowka) ist ein Dorf im Rajon Starokostjantyniw im Osten der ukrainischen Oblast Chmelnyzkyj.
Der Ort hat 777 Einwohner und liegt auf einer Höhe von 255 m über dem Meeresspiegel. Die Stadt Starokostjantyniw liegt in westlicher Richtung etwa 26 Kilometer von Serbyniwka entfernt. Serbyniwka grenzt unmittelbar an die Dörfer Lewkiwka und Staryj Ostropil. Zwischen den drei Orten bildet der Fluss Slutsch weitgehend eine natürliche Ortsgrenze.
Am 14. Januar 2020 wurde das Dorf ein Teil der neugegründeten Landgemeinde Staryj Ostropil, bis dahin bildete es zusammen mit den Dörfern Jossypiwka (Йосипівка), Kalyniwka (Калинівка) und Lewkiwka (Левківка) die gleichnamige Landratsgemeinde Serbyniwka (Сербинівська сільська рада/Serbyniwska silska rada) im Osten des Rajons Starokostjantyniw.
Am 17. Juli 2020 kam es im Zuge einer großen Rajonsreform zum Anschluss des Rajonsgebietes an den Rajon Chmelnyzkyj.

## Söhne und Töchter der Ortschaft
Serbyniwka ist der Geburtsort des ukrainisch-deutschen Dichters Jurij Klen (Oswald Burghardt, 1891–1947).